# Yakiv Jammo
Yakiv Jammo –en ucraniano, Яків Хаммо– (Artémivsk, 11 de junio de 1994) es un deportista ucraniano que compite en judo.
Ganó dos medallas de bronce en el Campeonato Mundial de Judo, en los años 2015 y 2021, y una medalla de bronce en el Campeonato Europeo de Judo de 2015. En los Juegos Europeos de Bakú 2015 consiguió dos medallas de bronce (+100 kg y equipo).
Participó en dos Juegos Olímpicos de Verano, en los años 2016 y 2020, ocupando el quinto lugar en Tokio 2020, en la categoría de +100 kg.

## Palmarés internacional
| Campeonato Mundial | Campeonato Mundial  | Campeonato Mundial | Campeonato Mundial |
| Año                | Lugar               | Medalla            | Categoría          |
| ------------------ | ------------------- | ------------------ | ------------------ |
| 2015               | Astaná (Kazajistán) | Medalla de bronce  | +100 kg            |
| 2021               | Budapest (Hungría)  | Medalla de bronce  | +100 kg            |
| Juegos Europeos    |                     |                    |                    |
| Año                | Lugar               | Medalla            | Categoría          |
| 2015               | Bakú (Azerbaiyán)   | Medalla de bronce  | +100 kg            |
| 2015               | Bakú (Azerbaiyán)   | Medalla de bronce  | Equipo             |
| Campeonato Europeo |                     |                    |                    |
| Año                | Lugar               | Medalla            | Categoría          |
| 2015               | Bakú (Azerbaiyán)   | Medalla de bronce  | +100 kg            |